# Oliarus walkeri
Oliarus walkeri är en insektsart som först beskrevs av Stsl 1859.  Oliarus walkeri ingår i släktet Oliarus och familjen kilstritar. Inga underarter finns listade i Catalogue of Life.